# Waingawa (rivière)
La rivière Waingawa (anglais : Waingawa River) est un cours d’eau de la région de  Wellington dans l’Île du Nord de la Nouvelle-Zélande et un affluent du fleuve Ruamahanga.

## Géographie
C’est un affluent majeur du fleuve Ruamahanga. Elle s’écoule vers le sud-est à partir de son origine tout près du Mont The Mitre, le plus haut des pics de la chaîne de Tararua. La rivière Waingawa coule à travers la banlieue ouest de la ville de Masterton et atteint la rivière Ruamahanga à 10 km au sud-est de la ville de Carterton.